# 20311 Nancycarter
A 20311 Nancycarter (ideiglenes jelöléssel 1998 FH117) a Naprendszer kisbolygóövében található aszteroida. A LINEAR projekt keretében fedezték fel 1998. március 31-én.